# Білинська сільська рада (Ковельський район)
Білинська сільська рада — адміністративно-територіальна одиниця та орган місцевого самоврядування у Ковельському районі Волинської області з центром у селі Білин.

## Населені пункти
Сільській раді підпорядковані населені пункти:
- с. Білин
- с. Колодниця

## Населення
Населення сільської ради згідно з переписом населення 2001 року становить 1,420 осіб . 
| Населенні пункти  | 2001 рік | 1987 рік |
| ----------------- | -------- | -------- |
| Білин             | 1,221    | 1,200    |
| Колодниця         | 199      | 200      |
| Сукупне населення | 1,420    | 1,400    |

### Мова
Розподіл населення за рідною мовою за даними перепису 2001 року:
| Мова       | Відсоток |
| ---------- | -------- |
| українська | 99,30 %  |
| російська  | 0,63 %   |
| білоруська | 0,07 %   |

## Склад ради
Рада складається з 16 депутатів та голови.

## Керівний склад сільської ради
| ПІБ                   | Основні відомості                                                                                       | Дата обрання | Дата звільнення |
| --------------------- | --- | ------------ | --------------- |
| Лисюк Ольга Василівна | Сільський голова, 1961 року народження, освіта, Всеукраїнське об'єднання «Батьківщина»                  | 26.03.2006   | 31.10.2010      |
| Лисюк Ольга Василівна | Сільський голова, 1961 року народження, освіта незакінчена вища, Всеукраїнське об'єднання «Батьківщина» | 31.10.2010   |                 |

Примітка: таблиця складена за даними джерела